# Wargames 2 - Il codice della paura
Wargames 2 - Il codice della paura, sequel di Wargames - Giochi di guerra del 1983, è un film direct-to-video del 2008 diretto da Stuart Gillard.

## Trama
Will Farmer incomincia una partita al computer all'interno di un ristrettissimo network di giochi on-line conosciuto come R.I.P.L.E.Y. senza sapere però che in realtà sta sfidando un super avanzato sistema di difesa contro il terrorismo e così facendo diventerà il nuovo obiettivo di Ripley. La sua identità è compromessa, la sua famiglia e i suoi amici sono in pericolo e la sua città rischia di essere distrutta da un imminente attacco militare. L'unica speranza per Will è quella di sconfiggere Ripley al suo stesso gioco. Quando il gioco passerà di livello le cose si faranno ancora più complicate.